# Miguel Mateu Pla
Miquel Mateu i Pla, né le 16 juin 1898 à Barcelone et mort le 1er octobre 1972 dans la même ville, est un homme d'affaires et diplomate espagnol, ami de Francisco Franco, qui est président de l'agence de presse EFE de 1967 à 1968.

## Biographie
Il étudie à l'université de Barcelone puis en France et aux États-Unis. En 1935, il prend la tête de la société Hispano-Suiza qu'il a héritée de son père.
Lors de la guerre d'Espagne, il obtient son évacuation de Barcelone pour éviter les possibles représailles des anarchistes. Ami personnel de Francisco Franco, il lui prête régulièrement son palais de Peralada, en particulier pour les rencontres avec Mussolini. Franco confie de nombreuses missions officielles à cet homme de confiance, en France, en Suisse et en Italie. Il est en particulier maire de Barcelone de 1939 à 1945, ambassadeur à Paris de 1945 à 1947. Il est président de la caisse de retraites La Caixa de 1940 à 1972, président de l'organisation patronale Fomento del Trabajo Nacional de 1952 à sa mort, président du conseil d'administration du journal Diario de Barcelona, puis de l'agence de presse EFE de 1967 à 1968. Il est également procureur aux Cortes, comme conseiller national de la Phalange espagnole de 1943 jusqu'à sa mort en 1972.